# Ben Woodburn
Benjamin Luke Woodburn (Chester, Inglaterra, Reino Unido, 15 de octubre de 1999) es un futbolista galés que juega como centrocampista en el Salford City F. C. de la League Two. También es internacional absoluto con la selección de Gales.

## Trayectoria

### Inicios
Se unió a las divisiones juveniles del Liverpool F. C. a los siete años. A los quince, Woodburn fue traspasado del equipo sub-16 al sub-18 y su rápido desarrollo lo incluyó en el «Futures Group» El galés causó una gran impresión en los aficionados en su primera temporada sub-18, anotando un gol de chilena contra el Manchester United y también teniendo una gran actuación en la Copa FA Juvenil, ganada en Cardiff.

### Liverpool F. C.
Tras impresionar a Jürgen Klopp en unas sesiones de entrenamiento, Woodburn participó del primer equipo en la pretemporada de verano europeo de 2016. En un amistoso disputado el 13 de julio de 2016, anotó el primer gol en la victoria por 5:0 sobre Fleetwood Town, asistiendo también a Roberto Firmino a marcar el segundo del partido. Tres días más tarde, marcó el segundo de Liverpool en una victoria por 2:0 sobre el Wigan Athletic.
El 26 de noviembre de 2016, fue convocado con el primer equipo para disputar un partido contra el Sunderland A. F. C. por la Premier League 2016-17, empezando en el banquillo de suplentes. En el minuto noventa de juego, Woodburn entró al campo de juego haciendo su debut profesional, teniendo algunos buenos toques. Esto lo convirtió en el segundo jugador más joven en debutar en la Premier League con el Liverpool, después de Jack Robinson y el tercero más joven en general.
Tres días más tarde, en su segundo partido, marcó su primer gol en la Copa de la Liga de Inglaterra 2016-17 en los cuartos de final contra el Leeds United poniendo el 2;0 definitivo obteniendo el récord de ser el jugador más joven en anotar un gol con el Liverpool. Tras su rápido desarrollo en Liverpool, tanto Sky Sports como The Guardian, nombraron a Woodburn como uno de los mejores jugadores jóvenes para ver en 2017.
El 8 de enero de 2017 disputaría su tercer partido oficial, esta vez como titular en un empate 0:0 contra el Plymouth Argyle F. C. por la FA Cup 2016-17. Además, junto a sus compañeros, batieron un récord histórico en ser la alineación más joven de la historia del Liverpool. Diez días más tarde, volvería a ser titular en el partido de desempate frente al Plymouth Argyle, con victoria por 1:0 consiguiendo el pase a la siguiente ronda.

#### Cesiones
El 1 de agosto de 2018 se hizo oficial que jugaría cedido una temporada en el Sheffield United F. C. El 30 de julio de 2019 el Oxford United F. C. logró su cesión por una temporada. En octubre de 2020 acumuló su tercer préstamo, marchándose al Blackpool F. C. hasta enero de 2021. Ese mismo año volvió a salir cedido, marchándose en agosto al Heart of Midlothian F. C. escocés.

### Preston
El 4 de julio de 2022, tras haber finalizado su contrato con el Liverpool F. C., firmó por un año con el Preston North End F. C. con opción a uno más. Pasadas esas dos campañas quedó libre al no ser renovado. Entonces continuó su carrera en el Salford City F. C.

## Selección nacional

### Categorías inferiores
Ben Woodburn tuvo que decidir entre representar Gales a través de sus padres, o a Inglaterra, lugar en el que nació. Recibió una convocatoria por parte de la selección inglesa sub-16 en agosto de 2014, pero optó por Gales en ese momento. Después de su debut oficial en Liverpool, a principios de diciembre de 2016 se informó que Inglaterra seguía con la esperanza de convencer a Woodburn de cambiar su lealtad internacional.
Ben Woodburn jugó para la selección galesa hasta la categoría sub-19. Participó con la sub-15 en dos partidos contra Polonia en marzo de 2014 y capitaneó el equipo sub-17 contra Grecia en 2016. Representó la sub-19 en los partidos de clasificación del Campeonato Europeo de la UEFA Sub-19, donde marcó dos goles contra Luxemburgo en la victoria por 6 a 2.

### Selección absoluta
Ben Woodburn debutó el 2 de septiembre de 2017 con la selección absoluta de Gales, partido que terminó 1-0 ante Austria, en la clasificación para el Mundial de Rusia 2018. A los 74 minutos, anotó el único gol del encuentro a sus 17 años.

## Estadísticas

### Clubes
- Actualizado al último partido jugado el 6 de febrero de 2022.

| Club | Div.          | Temporada     | Liga  | Liga  | Liga   | Copas nacionales(1) | Copas nacionales(1) | Copas nacionales(1) | Copas internacionales(2) | Copas internacionales(2) | Copas internacionales(2) | Total | Total | Total  | Media goleadora(3) |
| Club | Div.          | Temporada     | Part. | Goles | Asist. | Part.               | Goles               | Asist.              | Part.                    | Goles                    | Asist.                   | Part. | Goles | Asist. | Media goleadora(3) |
| --- | ------------- | ------------- | ----- | ----- | ------ | ------------------- | ------------------- | ------------------- | ------------------------ | ------------------------ | ------------------------ | ----- | ----- | ------ | ------------------ |
| Liverpool F. C. Inglaterra | 1.ª           | 2016-17       | 5     | 0     | 0      | 4                   | 1                   | 0                   | -                        | -                        | -                        | 9     | 1     | 0      | 0.11               |
| Liverpool F. C. Inglaterra | 1.ª           | 2017-18       | 1     | 0     | 0      | 1                   | 0                   | 0                   | 0                        | 0                        | 0                        | 2     | 0     | 0      | 0                  |
| Liverpool F. C. Inglaterra | Total club    | Total club    | 6     | 0     | 0      | 5                   | 1                   | 0                   | 0                        | 0                        | 0                        | 11    | 1     | 0      | 0.09               |
| Sheffield United F. C. Inglaterra | 2.ª           | 2018-19       | 7     | 0     | 0      | 1                   | 0                   | 0                   | 0                        | 0                        | 0                        | 8     | 0     | 0      | 0                  |
| Sheffield United F. C. Inglaterra | Total club    | Total club    | 7     | 0     | 0      | 1                   | 0                   | 0                   | 0                        | 0                        | 0                        | 8     | 0     | 0      | 0                  |
| Oxford United F. C. Inglaterra | 3.ª           | 2019-20       | 14    | 1     | 4      | 2                   | 0                   | 1                   | -                        | -                        | -                        | 16    | 1     | 5      | 0.06               |
| Oxford United F. C. Inglaterra | Total club    | Total club    | 14    | 1     | 4      | 2                   | 0                   | 1                   | 0                        | 0                        | 0                        | 16    | 1     | 5      | 0.06               |
| Blackpool F. C. Inglaterra | 3.ª           | 2020-21       | 10    | 0     | 0      | 1                   | 0                   | 0                   | 0                        | 0                        | 0                        | 11    | 0     | 0      | 0                  |
| Blackpool F. C. Inglaterra | Total club    | Total club    | 10    | 0     | 0      | 1                   | 0                   | 0                   | 0                        | 0                        | 0                        | 11    | 0     | 0      | 0                  |
| Heart of Midlothian F. C. Escocia | 1.ª           | 2021-22       | 19    | 3     | 1      | 0                   | 0                   | 0                   | -                        | -                        | -                        | 19    | 3     | 1      | 0.16               |
| Heart of Midlothian F. C. Escocia | Total club    | Total club    | 19    | 3     | 1      | 0                   | 0                   | 0                   | 0                        | 0                        | 0                        | 19    | 3     | 1      | 0.16               |
| Preston North End F. C. Inglaterra | 2.ª           | 2022-23       | 0     | 0     | 0      | 0                   | 0                   | 0                   | -                        | -                        | -                        | 0     | 0     | 0      | 0                  |
| Preston North End F. C. Inglaterra | Total club    | Total club    | 0     | 0     | 0      | 0                   | 0                   | 0                   | 0                        | 0                        | 0                        | 0     | 0     | 0      | 0                  |
| Total carrera | Total carrera | Total carrera | 56    | 4     | 5      | 8                   | 1                   | 1                   | 0                        | 0                        | 0                        | 64    | 5     | 6      | 0.08               |
| (1) Incluye datos de la FA Cup y la Copa de la Liga. (2) Incluye datos de la Liga Europa de la UEFA. (3) No incluye datos de partidos amistosos ni categorías inferiores. |               |               |       |       |        |                     |                     |                     |                          |                          |                          |       |       |        |                    |

## Estadísticas

### Campeonatos internacionales
| Título                       | Club            | Sede   | Año  |
| ---------------------------- | --------------- | ------ | ---- |
| Liga de Campeones de la UEFA | Liverpool F. C. | Madrid | 2019 |

## Vida privada
Ben Woodburn nació en Chester, el 15 de octubre de 1999. Creció en esa ciudad hasta los siete años, ya que posteriormente se iría a Liverpool para integrarse a las divisiones juveniles del Liverpool F. C. Mientras crecía, Woodburn eligió representar a la selección galesa, a pesar de haber nacido en el norte de Inglaterra.

## Récords
- Jugador más joven en marcar un gol oficial con el Liverpool F. C. (17 años y 45 días)[24]